# Анкудович, Викентий Александрович
Викентий Александрович Анкудович (ок. 1790 — 3 (15) апреля 1876) — российский педагог, экстраординарный профессор Санкт-Петербургского университета по кафедре математики. Член артиллерийского отделения Военно-учёного комитета Военного министерства (1843—1855). Действительный статский советник.

## Биография
Родился в Киевской губернии в семье польских шляхтичей.
В 1811 году поступил, и спустя пять лет успешно окончил курс в Главном педагогическом институте, где был оставлен преподавателем математики. Преподавал также математику, механику и баллистику в Николаевском инженерном училище и в Горном институте. В Михайловском артиллерийском училище преподавал сначала высшую математику, механику и баллистику, до 1837 года — дифференциальное и интегральное исчисления, а в 1847—1855 годах — только баллистику. 
С открытием в 1819 году Санкт-Петербургского университета Анкудович преподавал там математику, сначала в Благородном пансионе при университете, с 1824 года — старший учитель физико-математического факультета, а с 1831 года — экстраординарный профессор. Оставался в университете до 1847 года и читал постоянно, руководствуясь разработками Огюстена Луи Коши, а потом Сильвестра Лакруа и Жана Мари Констана Дюамеля: дифференциальное, интегральное  исчисления — с 1824 года; вариационное исчисление и исчисление конечных разностей — с 1837 года. Сверх того, с 1837 года стал преподавать новый для университета предмет — теорию вероятностей по Лапласу и Симеону Пуассону; а в 1846—1847 академическом году, после ухода из университета профессора Д. С. Чижова, читал ещё статику или начала механики.
Неоднократно помещал статьи в «Артиллерийском журнале»; из этих статей особенного внимания заслуживает обстоятельный разбор метательной машины мюнхенского профессора Штейнгеля («АЖ», 1850, № 11).
В 1847 году по выслуге лет оставил университет, передав кафедру математики академику Чебышёву. С основанием артиллерийского училища, Анкудович был приглашен туда преподавать высшую математику и механику, а впоследствии и баллистику. Дифференциальное и интегральное исчисления Анкудович читал в училище лишь до 1837 года; в 1847 г. М. В. Остроградский заменил его по кафедре аналитической механики, и с 1847 по 1855 год Анкудович читал лекции только по баллистике. В 1855 году он покинул по болезни артиллерийское училище. В год выхода из университета Анкудович производил опыты над баллистическим маятником для вычисления начальных скоростей ядер; сверх того, занимался вычислением разрушительного действия выстрелов из огнестрельных орудий на лафеты различных конструкций.
Также с 1843 по 1855 год Анкудович являлся членом артиллерийского отделения Военно-ученого комитета Военного министерства. В 1856 году вышел в отставку. В 1867 году проживал в Санкт-Петербурге на улице расположения 9-й роты Измайловского лейб-гвардии полка, в квартире 1 дома 7.
Умер в Санкт-Петербурге 3 (15) апреля 1876 года в возрасте 86 лет. Похоронен на Выборгском римско-католическом кладбище.

## Научные труды
- Теория баллистики, содержащая приложение математического анализа к определению различных обстоятельств, сопровождающих движение тяжелых тел, брошенных какой-нибудь силой, составленная экстраординарным профессором Анкудовичем, для руководства в Старшем офицерском классе Артиллерийского училища. — СПб.: Тип. Штаба Отд. корп. внутр. стражи, 1836. — VIII, 375, [5] с., 3 л. черт.; 20 с.
- О многоугольниках эллипсиса и многогранниках эллипсоида. — СПб.: Тип. Ф. Персона, 1864. — [4], 220 с. : черт.; 22 с.

## Комментарии
1. ↑  В Русском биографическом словаре и словаре Брокгауза и Ефрона указаны иные годы жизни: 1792 — 1855 или 1856.